# Periódico Valdemembra
El Periódico Valdemembra era un periódico independiente de Tarazona de la Mancha (provincia de Albacete, España) que nació en diciembre de 1981 (n.º 0) con un precio de 40 pesetas.

## Portada
Editorial del número 0 (diciembre de 1981): "Es la segunda vez que, durante el siglo XX, surge en Tarazona de la Mancha un periódico, obra común de un grupo de personas, Colectivo Tempero, de caracteres e ideologías diversas, pero que comparten la creencia de que la letra impresa es una forma de comunicación, a la vez que realiza la crónica del acontecer cotidiano, que es necesaria en una sociedad tan diversa, amplia, e incluso geográficamente dispersa, como la que constituye actualmente Tarazona de la Mancha.
Conectando con el anterior periódico El Manchego, editado en 1913, pretendemos ayudar a la recogida, potenciación y divulgación de nuestra historia, costumbres y tradiciones que constituyen nuestras señas de identidad.
Así, sentados en nuestro pasado, pero con la vista puesta en el presente y futuro, tenemos la ambición de que este periódico contribuya, en la medida de sus fuerzas, al desarrollo social, económico y cultural de nuestro pueblo. Esto, claro está, enmarcado en el contexto regional, La Mancha, y nacional, España, aportando un esfuerzo en la resolución de los problemas que de todo orden surgen en la vida diaria.
En este sentido pensamos que Valdemembra ha de ser una publicación abierta a todos los sectores e individuos de la comunidad, que permita la contrastación y crítica de opiniones dentro del respeto y decoro necesarios a las personas e instituciones. De tal forma sus páginas serán representativas de las preocupaciones, inquietudes y alegrías del pueblo. Por ello es preciso que Valdemembra sea un periódico independiente, que se dirija al pueblo en general, teniendo siempre muy en cuenta sectores como juventud, emigrantes, tercera edad... Su principal objetivo es ofrecer información preferentemente local, sin renunciar a temas que sobrepasen este marco, pero que de alguna manera incidan en nuestro pueblo.
Estos objetivos solamente se podrán alcanzar si existe una participación generosa del pueblo de Tarazona, tanto en colaboraciones y sugerencias, ya que el Colectivo Tempero es un grupo abierto, como en la compra y suscripción de ejemplares. Esto supondrá un estímulo, imprescindible, para la existencia de un periódico independiente.
Desde este editorial, acta de nacimiento de Valdemembra, solicitamos la participación de todos aquellos que creen que esta es una iniciativa, para mejorar nuestro pueblo, que vale la pena intentar.

## Colectivo Tempero

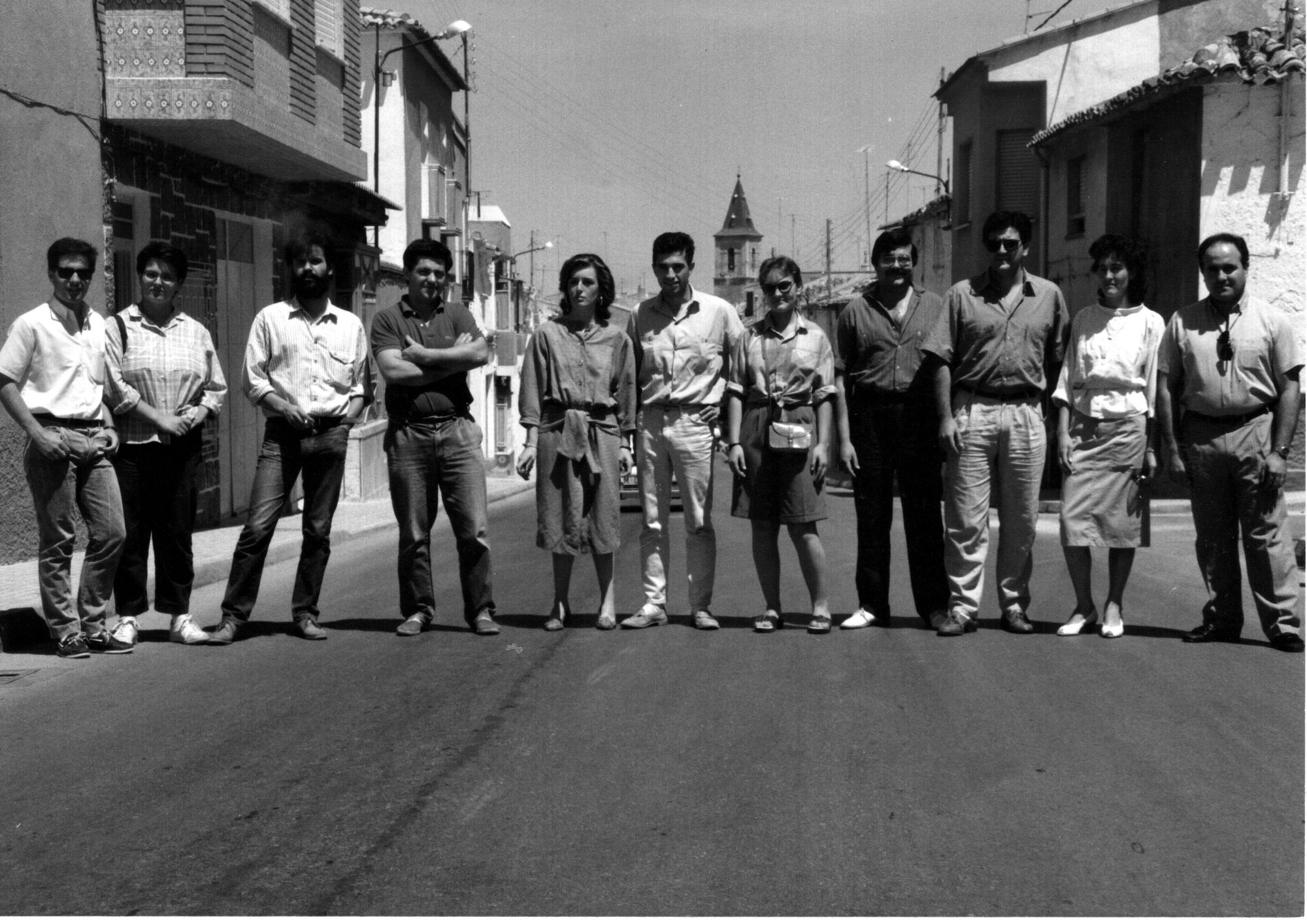
Miembros del Colectivo Tempero en 1987

Fundadores del Colectivo Tempero, diciembre 1981

Director: Alfonso Calera Belmonte; Subdirector: Rafael Talaya Panadero; Redacción: José Miguel Cambronero Donate, Felipe Jiménez Bueno, Isaac López Picazo, Miguel Lucas Picazo, Francisco Picazo García, Natividad Picazo López, Eufrasio Picazo Moreno, Ildefonso Picazo Requena, Francisco Ruiz Bueno y José Vicente Soler Gómez.

Otros miembros posteriores del Colectivo Tempero: José Tendero (mayo de 1982), Fernando Calera Belmonte (diciembre de 1982), Alberto Cuartero Sola (diciembre de 1982), Juan Antonio Haro Gómez (diciembre de 1982), Adolfo Roldán (agosto de 1983), Enrique Bonal Lara (febrero de 1984), Jesús Cuartero Gómez (febrero de 1984), Ángel López García (febrero de 1984), Juan José Martínez García (febrero de 1984), Santiago Olmo Monteagudo (agosto de 1984), Andrés Caballero López (octubre de 1984), José María Castillo Gallego (octubre de 1984), Inocente Jiménez Herraiz (marzo de 1985), Mariano López Belmonte (marzo de 1985), Jesús Ruiz Bueno (noviembre de 1985), Marian Armero Escribano (diciembre de 1985), Teresa Cuartero Escribano (diciembre de 1985), Juan Antonio Picazo Sánchez (diciembre de 1985), Virginia Valera Picazo (diciembre de 1985) D.E.P., Miguel Panadero Denia (enero de 1986), Inés Moya Romero (agosto de 1986) y María Teresa López Moya (septiembre de 1986) D.E.P.

## Entrevistas
Fue la parte más humana del periódico pues con ellas hemos conocido las vivencias y sentimientos de quienes han sido protagonistas número a número del periódico Valdemembra:
| N.º 0  | Francisco Picazo Villena "Francho"                 | N.º 1  | Pedro Gómez "El Hojalatero"                   | N.º 2  | Chuni y Atanasio (Dos carnavaleros)                                   | N.º 3  | Jesús Senabre (guarnicionero)                     |  |
| N.º 4  | Fernando "El Carrero"                              | N.º 5  | Sebastián Romero Olmo (campesino)             | N.º 7  | Victoriano Picazo (artesano de la madera)                             | N.º 8  | La Reina y Corte de Honor                         |  |
| N.º 9  | Juan León Sánchez López                            | N.º 10 | Jaime "El Herrero"                            | N.º 11 | Juana "La Confitera"                                                  | N.º 12 | Fe García Pérez "Reguera"                         |  |
| N.º 14 | Jesús Cuartero Muñoz "Mosaicos"                    | N.º 15 | María Gabaldón Villena "La Felipona"          | N.º 16 | Juan Antonio "El Albañil" (torilero) y Martín Matoque Quílez (torero) | N.º 18 | Venancio Panadero "El Randa"                      |  |
| N.º 19 | El metal en Tarazona: Las Cooperativas             | N.º 21 | Juan Andrés Martínez "Anunciando El Carnaval" | N.º 22 | José Cuartero Lara "El Pescatero"                                     | N.º 23 | Charanga "Los De Siempre"                         |  |
| N.º 24 | Bartomé Fajardo Venturini "Rivera"                 | N.º 25 | Gaspar Ruiz Briz                              | N.º 26 | Francisco Quílez (Director de la Banda)                               | N.º 28 | Ambrosio Córdoba "Cooperativa Del Campo La Unión" |  |
| N.º 29 | Carmen Martínez (maestra)                          | N.º 30 | Juan Cancio Mañas (párroco)                   | N.º 31 | Grupo "Adobe"                                                         | N.º 32 | Antonio Picazo "El Mono"                          |  |
| N.º 33 | Sebastián Bueno Panadero "El Chato La Marcela"     | N.º 34 | La Reina y Corte de Honor                     | N.º 36 | Gerardo Lerma                                                         | N.º 37 | Isaac López Picazo (Director del Colegio)         |  |
| N.º 38 | José López Olmos (Presidente de La Cámara Agraria) | N.º 39 | María Isbert (actriz)                         | N.º 40 | José Picazo Picazo "Tente"                                            | N.º 41 | Eul Yong Chang                                    |  |
| N.º 42 | Juan Bautista "El Chospe"                          | N.º 43 | Eduardo Sánchiz                               | N.º 44 | Juan León Panadero Lara y José Córdoba (emigrantes)                   | N.º 45 | Francisco Moreno Castro "Fondique"                |  |
| N.º 46 | Juan Fernández Selva (párroco)                     | N.º 47 | Juan Soler Valera "La Caza"                   | N.º 48 | José Giménez Panadero                                                 |        |                                                   |  |

## Historia y costumbres de Tarazona de la Mancha
Tarazona de la Mancha
Francisco B. Luján describe, en los números 0 y 1, cómo era Tarazona de la Mancha a finales del siglo XIII, haciendo referencia a la concesión del título de villa en 1553 por Carlos V. La historia de Tarazona de la Mancha es fuente riquísima de datos para analizar los comportamientos actuales de los tarazoneros. Aparecen datos sobre tradiciones, hechos históricos más destacados, monumentos, número de vecinos, tipos de cultivos, enfermedades más comunes, personajes que destacaron en alguna actividad, etc.
El Escudo
Hoy por fin el Escudo de Armas de Tarazona de la Mancha se ha recuperado y significa una seña de identidad para su gente e instituciones. El medio peso con que contribuyeron los vecinos por esta gracia (en el siglo XVI) no ha sido una mala inversión.
La Plaza Mayor
Mucho hay que trabajar la imaginación para encontrar esa bella y coquetuela Plaza Mayor que nuestros antepasados construyeron en los siglos XVI y XVII, enmarcada entre los edificios del Ayuntamiento y la iglesia parroquial y con el frente de sus blancas casas con corridos balconajes de madera. Intentamos verla accediendo a ella a través de las cinco calles que desembocan en la Plaza por sus respectivos arcos de piedra que la hacía totalmente cerrada al incluir en el conjunto los añorados Pretiles. De estos arcos el de Pedro Puma fue hundido en 1912 para, según nuestros gobernantes de aquella época, "darle más vistosidad a la Plaza". El otro arco, el del Ayuntamiento, resiste contra viento y marea las sucesivas "caricias" de numerosos camiones incapaces de respetar nada. Los tres restantes, Castañicas, Juan y Medio y Chicarras son mudos testigos de cómo el tiempo perdonó a la Plaza.
El Carnaval
Carnavaleando: ¡Mandiles, faldas (de mesa), chilabas, capotes (pero no de torero) y ¡otro carnavalero!, sombreros, gorras, boinas y chisteras de todos los tamaños ¡a gusto del consumidor! y... ¡atuendo completo! ¿Hay quién dé más? ¿Pelucas y soguetas? Sí, de gran variedad y también ¡melenas! previamente "sulfatadas" ¡guerra a los insectos! Trajes de época. ¡Aquí no! En el baile. Un capote, una "gavilla" de picantes, la estufa con "azufre" o "goma" "perfumeando el ambiente". El "carro" de la paja. Los Carvernícolas. ¡Aquí sí! (Isaac López, n.º 12).
Los letreros
"Voy a pintar las paredes con tu nombre", eso era lo que los jóvenes de esta comarca antiguamente hacían la noche del Sábado Santo o la mañana del Domingo de Resurrección: llenar de letreros todas las paredes del pueblo con el fin de declararse oficialmente a alguna moza o para, de alguna manera, agasajarla. Pero los tiempos cambian, y los letreros tampoco son el "hoy te quiero más que ayer y menos que mañana". Es un caso claro de la necesidad que los jóvenes tienen de transgredir el orden social establecido y ya no les interesa el letrero en sí, lo importante es que los "vigilantes" los persigan durante toda la noche, y si no es así la cosa ya no tiene gracia, (Miguel Lucas, n.º 4).
San Antón
Desde muy pequeños, nuestros padres nos llevaban en la tarde del 17 de enero (ya que por la mañana lo hacían los animales) a "dar vueltas a San Antón". Una por mi abuela que está mala, otra por mi padre y mi madre, otra por mí... y una peseta de garbanzos y más vueltas... y un duro a Maino por subir a la Torre y más vueltas... y dos reales por estampa del Santo para que el gorrino no se muera, y más vueltas...
San Isidro
El Santo de los agricultores. Como todos los años el 15 de mayo la carretera que nos une a Villagarcía intensifica su tráfico, tanto de coches como de carrozas, bicicletas y peripatéticos, con la intención de acudir a la cita anual de San Isidro en la popular aldea "Casa Frías".
La Virgen de Fuensanta y el Día del Cristo
Ambas fiestas tienen un marcado carácter de religiosidad popular. La primera tiene lugar la noche del 7 al 8 de septiembre y consiste, como todos sabemos, en ir andando a la localidad de Fuensanta para visitar a Ntra. Sra. de los Remedios, generalmente, debido a algún ofrecimiento, siendo muchos los que van descalzos o con niños a cuestas, aunque en la actualidad se haga quizás por otros motivos. Una vez allí, ya de madrugada, se oye Misa, se efectúan ofrecimientos y se bebe agua bendita del manantial donde se apareció la Virgen a aquel campesino al que sus sueños le habían mandado por algún menester. La otra festividad celebrada en el mes de septiembre es el Cristo, cuyos rituales han variado bastante a lo largo de los años perviviendo en la actualidad algunos: las rifas de productos donados, los panes adornados con bizcochos y cintas naranjas, la lábega, volver al Cristo... La devoción al Cristo está muy arraigada y casi siempre relacionada con la agricultura, con los fenómenos meteorológicos, siendo muy nombrado en el pueblo una vez que se sacó al Santo para que lloviera y todos recuerdan cómo antes de terminar empezó a llover a cántaros.
Los Matachines
¿Sabían que existe una teoría que dice que el origen de la población de estas áreas manchegas tiene una raíz aragonesa? El baile de Los Matachines es un buen argumento pues se hacía también en algunos lugares de Aragón pero allí, en la actualidad, está totalmente perdido. En Tarazona aún persiste y en la década de los 80 un grupo de tarazoneros estuvieron en Zaragoza en las fiestas de la Pilarica para mostrárselo, experiencia que nunca olvidarán.

## Esquina de la Marcela

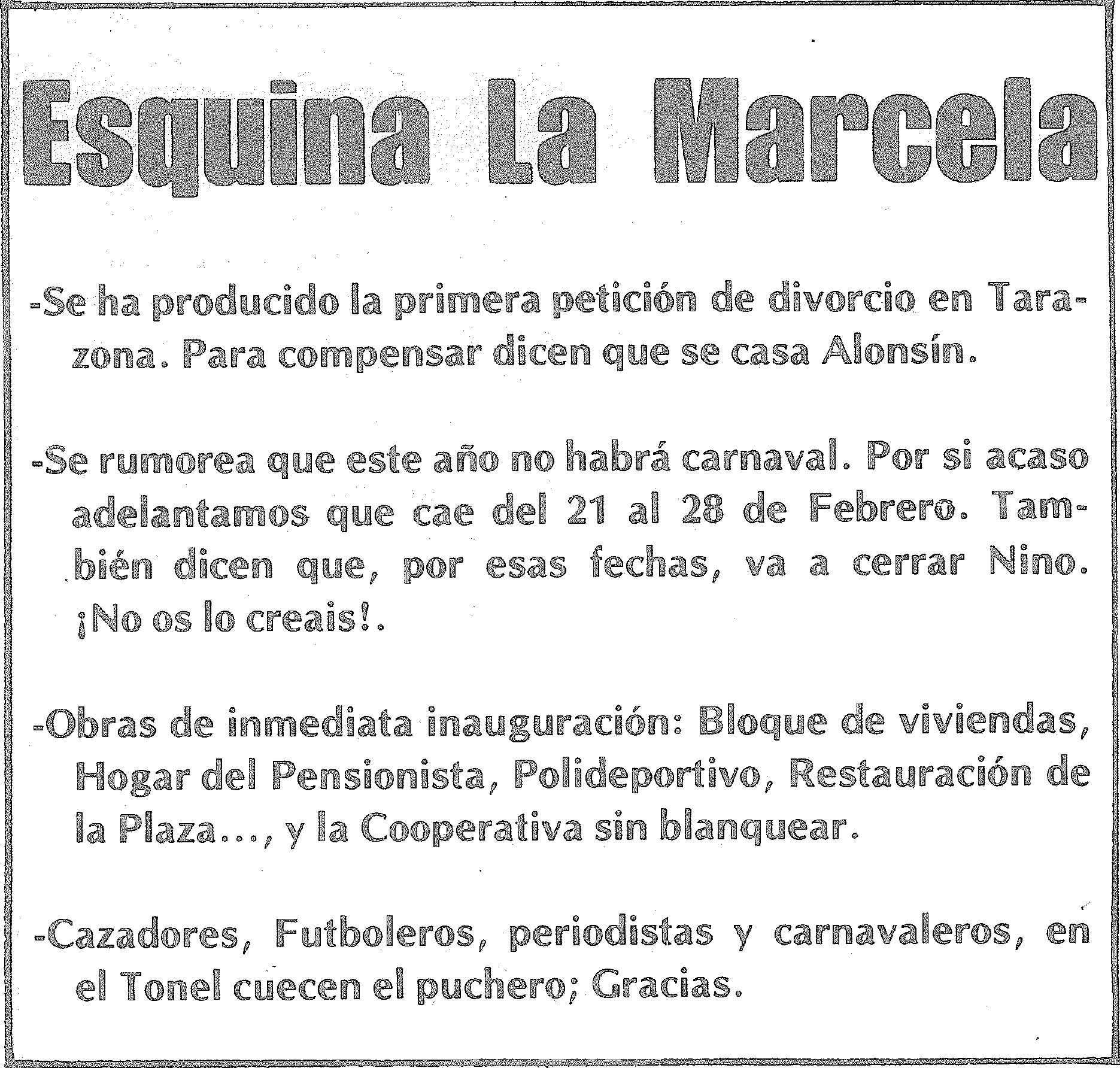
Esquina de la Marcela

Se trataba de una parte del periódico donde aparecían todo tipo de chascarrillos relacionados con los avatares que acontecían en el pueblo. Era una sección sin firma en la que los miembros del Colectivo Tempero ponían en marcha su imaginación para obtener alguna sonrisa de sus paisanos, todo hecho sin ánimo de ofender.
Algunos clásicos de la esquina de la Marcela:
- Para compensar dicen que se casa Alonsín....
- Se rumorea que este año no habrá Carnaval...
- Se rumorea que este año comenzarán las obras de remodelación de la Plaza Mayor...
- ÚLTIMO PARTE CARNAVALERO: Caídos: ALGUNOS. Tocados: MUCHOS. Recuperados: TODOS.
- ¿Tiene contador la Fuente de la Plaza?
- El Randa sigue con sus tertulias nocturnas. ¡Senochando y madrugando!
- Guía del Bebedor: 3 Discotecas, 3 Pub, 2 Casinos, 1 Tasca, 1 Mesón, 9 Bares. Con esto y con los que vengan en Feria...¡No necesitamos agua! ¡Y que no nos enteramos de que pasáis sed!
- Seguimos reuniéndonos en El Tonel o en el Bar Mi Casa. El Ayuntamiento "no puede" cedernos un local pequeño...
- ¡Atención Cazadores! Se dice y se comenta que en el Vallejo de los Cepos se vio una liebre.
- En el próximo número hablaremos del Ayuntamiento ¡Ya era hora!
- Todavía hay un rumor: vuelven a decir que si se "mea" un pájaro nos quedaremos a oscuras.
- El otro día en la Tarabay, en la sesión de noche, entró una mujer.
- No nos salen más esquinas, pues nos vamos a las Malvinas.

- Datos: Q16618237